# Trần Hào (chính khách)
Trần Hào (tiếng Trung: 陈豪; sinh tháng 2 năm 1954) là chính khách nước Cộng hòa Nhân dân Trung Hoa. Ông nguyên là Ủy viên Ủy ban Trung ương Đảng Cộng sản Trung Quốc khóa XIX, Bí thư Tỉnh ủy tỉnh Vân Nam kiêm Chủ nhiệm Ủy ban Thường vụ Đại hội đại biểu nhân dân tỉnh Vân Nam; Tỉnh trưởng Chính phủ Nhân dân tỉnh Vân Nam và Phó Chủ tịch Tổng Công hội Toàn quốc Trung Quốc, tổ chức tương đương Tổng Liên đoàn lao động.

## Xuất thân và giáo dục

### Thân thế
Trần Hào là người Hán sinh tháng 2 năm 1954, người Hải Môn, tỉnh Giang Tô.

### Giáo dục
Tháng 2 năm 1980 đến tháng 1 năm 1984, Trần Hào theo học tại chức chuyên ngành văn học ngôn ngữ Hán Đại học Nghiệp dư Khu Tĩnh An, Thượng Hải.
Tháng 5 năm 1989 đến tháng 6 năm 1991, ông theo học tại chức lớp nâng cao chương trình học nghiên cứu sinh chuyên ngành kinh tế thế giới tại Đại học Sư phạm Hoa Đông.
Tháng 3 năm 2001 đến tháng 1 năm 2003, ông theo học tại chức chuyên ngành quản trị kinh doanh tại Trường Kinh doanh quốc tế liên kết Trung Quốc – Châu Âu (CEIBS) và được trao học vị thạc sĩ quản trị kinh doanh.
Tháng 3 đến tháng 7 năm 2006, ông theo học lớp nâng cao cán bộ cấp tỉnh bộ tại Trường Đảng Trung ương Đảng Cộng sản Trung Quốc.

## Sự nghiệp

### Các giai đoạn
Tháng 3 năm 1973, Trần Hào tham gia công tác ở quê hương làm giáo viên trung học cơ sở Giới Vân thuộc công xã Lâm Giang, huyện Hải Môn, tỉnh Giang Tô nay là thành phố cấp huyện Hải Môn. Tháng 6 năm 1976, Trần Hào gia nhập Đảng Cộng sản Trung Quốc. Tháng 4 năm 1977, ông chuyển sang làm cán sự tin tức trạm phát thanh của công xã Lâm Giang, huyện Hải Môn, tỉnh Giang Tô. Tháng 2 năm 1978, ông chuyển đến làm việc cho Văn phòng Công nghiệp của công xã Lâm Giang, huyện Hải Môn.
Tháng 3 năm 1979, Trần Hào về làm công nhân viên chức công ty trái cây Khu Tĩnh An, Thượng Hải. Tháng 6 năm 1979 đến tháng 9 năm 1983, ông là Phó Bí thư Tổng Chi đoàn, Bí thư Tổng Chi đoàn công ty trái cây Khu Tĩnh An.
Tháng 9 năm 1983, Trần Hào là cán bộ của Ban Tổ chức Khu ủy khu Tĩnh An, thành phố Thượng Hải. Tháng 6 năm 1985, ông được bổ nhiệm giữ chức Phó Trưởng Ban Tổ chức Khu ủy khu Tĩnh An. Tháng 5 năm 1990, ông được bổ nhiệm làm Phó Trưởng Ban Tổ chức Khu ủy khu Tĩnh An kiêm Cục trưởng Cục Nhân sự khu Tĩnh An. Tháng 12 năm 1992, ông được bổ nhiệm giữ chức Trưởng Ban Tổ chức Khu ủy khu Tĩnh An kiêm Cục trưởng Cục Nhân sự khu Tĩnh An. Tháng 2 năm 1993, ông được bầu làm Ủy viên Ban Thường vụ Khu ủy khu Tĩnh An. Tháng 4 năm 1993, ông thôi kiêm nhiệm chức vụ Cục trưởng Cục Nhân sự khu Tĩnh An. Tháng 8 năm 1995, ông được bổ nhiệm làm Phó Bí thư Khu ủy khu Tĩnh An kiêm Trưởng Ban Tổ chức Khu ủy khu Tĩnh An. Tháng 9 năm 1996, ông thôi kiêm nhiệm chức vụ Trưởng Ban Tổ chức Khu ủy khu Tĩnh An.
Tháng 6 năm 1997, Trần Hào được luân chuyển làm Phó Tổng Thư ký Thành ủy Thượng Hải. Tháng 2 năm 1998, ông được cử làm Phó Tổng Thư ký Thành ủy Thượng Hải kiêm Bí thư Đảng ủy Công tác Cơ quan cấp thành phố Thành ủy Thượng Hải. Tháng 11 năm 1999, ông được bổ nhiệm giữ chức Phó Tổng Thư ký Thành ủy, Chủ nhiệm Văn phòng Thành ủy Thượng Hải, Bí thư Đảng ủy Công tác Cơ quan cấp thành phố Thành ủy Thượng Hải. Tháng 2 năm 2003, Trần Hào được bầu làm Phó Chủ nhiệm Ủy ban Thường vụ Đại hội đại biểu nhân dân thành phố Thượng Hải. Tháng 3 năm 2003, ông được giao kiêm nhiệm chức vụ Chủ tịch Tổng Công hội thành phố Thượng Hải, tổ chức tương đương Liên đoàn lao động tỉnh/thành ở Việt Nam. Tháng 3 năm 2008, ông được bầu lại là Phó Bí thư tổ Đảng ủy ban Thường vụ Đại hội đại biểu nhân dân thành phố, Phó Chủ nhiệm Ủy ban Thường vụ Đại hội đại biểu nhân dân thành phố Thượng Hải kiêm Chủ tịch Tổng Công hội Thượng Hải.
Tháng 1 năm 2011, Trần Hào được bầu giữ chức vụ Phó Chủ tịch Tổng Công hội Toàn quốc Trung Quốc, Bí thư Ban Bí thư Tổng Công hội Toàn quốc, Phó Bí thư tổ Đảng Tổng Công hội Toàn quốc Trung Quốc. Tháng 2 năm 2013, ông được bổ nhiệm làm Bí thư tổ Đảng Tổng Công hội Toàn quốc, Phó Chủ tịch Tổng Công hội Toàn quốc, Bí thư thứ nhất Ban Bí thư Tổng Công hội Toàn quốc, tổ chức tương đương Tổng Liên đoàn lao động.

### Vân Nam
Tháng 10 năm 2014, Ủy ban Trung ương Đảng Cộng sản Trung Quốc quyết định bổ nhiệm Trần Hào làm Phó Bí thư Tỉnh ủy Vân Nam. Ngày 17 tháng 10 năm 2014, Ủy ban Thường vụ Đại hội đại biểu nhân dân tỉnh Vân Nam quyết định bổ nhiệm ông làm quyền Tỉnh trưởng Chính phủ Nhân dân tỉnh Vân Nam thay cho ông Lý Kỉ Hằng. Tháng 1 năm 2015, tại Hội nghị lần thứ ba của Đại hội đại biểu nhân dân khóa 12 tỉnh Vân Nam, ông chính thức được bầu giữ chức vụ Tỉnh trưởng tỉnh Vân Nam. Ngày 28 tháng 8 năm 2016, Trần Hào được Ủy ban Trung ương Đảng Cộng sản Trung Quốc bổ nhiệm làm Bí thư Tỉnh ủy Vân Nam, kế nhiệm ông Lý Kỉ Hằng. Ngày 21 tháng 1 năm 2017, ông được bầu kiêm nhiệm chức vụ Chủ nhiệm Ủy ban Thường vụ Đại hội đại biểu nhân dân tỉnh Vân Nam.
Ngày 24 tháng 10 năm 2017, tại phiên bế mạc của Đại hội Đảng Cộng sản Trung Quốc lần thứ XIX, ông được bầu làm Ủy viên Ủy ban Trung ương Đảng Cộng sản Trung Quốc khóa XIX. Ngày 30 tháng 1 năm 2018, tại Hội nghị lần thứ nhất của Đại hội đại biểu nhân dân khóa 13 tỉnh Vân Nam, Trần Hào được bầu tái đắc cử chức vụ Chủ nhiệm Ủy ban Thường vụ Đại hội đại biểu nhân dân tỉnh Vân Nam. Tháng 11 năm 2020, Trung ương quyết định miễn nhiệm chức vụ Bí thư Tỉnh ủy Vân Nam của Trần Hào, ông nghỉ hưu, kế nhiệm bởi Nguyễn Thành Phát.